# Luís Gomes
Luís Miguel de Almeida Gomes (* 30. September 1971 in Vouzela) ist ein ehemaliger portugiesischer Handballspieler.

## Karriere

### Verein
Luís Gomes lernte das Handballspielen bei Belenenses Lissabon. 1989 wechselte der 1,84 m große rechte Rückraumspieler zum Lokalrivalen Benfica Lissabon, mit dem er 1990 die Meisterschaft, 1991 die Juniorenmeisterschaft, 1989 und 1993 den Supercup sowie 1993 den Verbandspokal gewann. 1996 nahm ihn der dritte Lissabonner Verein Sporting Lissabon unter Vertrag. Mit diesem triumphierte der Linkshänder 2001, 2005 und 2006 in der Liga, 1997 und 2001 im Supercup sowie 1998, 2001, 2003, 2004 und 2005 im Pokal. Von 2006 bis 2010 lief Gomes wieder für Benfica auf und gewann 2008 erneut die Meisterschaft, 2007 und 2009 den Ligapokal und 2008 den Präsidentenpokal.

### Nationalmannschaft
Mit der portugiesischen Nationalmannschaft nahm Gomes an den Europameisterschaften 1994, 2002, 2004 und 2006 sowie den Weltmeisterschaften 2001 und 2003 teil. Insgesamt bestritt er 167 Länderspiele, in denen er 306 Tore erzielte.